# Fritz Schenk
Fritz Schenk (né le 5 septembre 1906 à Avricourt, en Lorraine, France, et décédé le 9 décembre 1985) est un romaniste, historien allemand et le fondateur de l'Institut franco-allemand de Louisbourg.

## Biographie

### Enfance et adolescence
Fritz Schenk était le septième enfant d’une famille allemande née dans le village frontalier de Nouvel-Avricourt, Lorraine, en France. Grâce à ses nombreux camarades de classe français, il a été en contact avec la France dès son plus jeune âge et il a tissé des liens très personnels avec ce pays voisin. Après la fin de la Première Guerre mondiale, en 1919, la famille est revenue dans la ville natale de sa mère « Kirchheim unter Teck » dans le Bade-Wurtemberg, où Schenk a vécu toute sa jeunesse et a obtenu son baccalauréat en 1925.

### Études
En 1926, Schenk a commencé des études de néo-philologie en langues romanes et d’histoire à l’université de Tübingen, où il passa un doctorat en 1932, intitulé Kritische Studien zu den Denkwürdigkeiten eines Sozialdemokraten von Wilhelm Blos. Il étudia pendant plusieurs semestres à Berlin, Nancy et Paris. Même après ses études, il revint plusieurs fois en France pour y entretenir ses contacts. Entre 1935 et 1937, il fut directeur de la résidence pour les étudiants étrangers Deutsche-Burse à Tübingen. Les années suivantes, jusqu’à l’éclatement de la Seconde Guerre mondiale, il allait régulièrement à l’étranger. Des séjours à Hongrie, en Yougoslavie et en Tchécoslovaquie sont documentés pendant lesquels il a pu acquérir de nombreuses expériences dans le domaine des échanges internationaux.  

### Seconde Guerre mondiale
À partir de l’année 1939, le futur directeur du dfi a participé à la Seconde Guerre mondiale en tant que soldat, au cours de laquelle il a été temporairement stationné en France. En 1945, alors qu’il était lieutenant-colonel, il a été brièvement fait prisonniers par les Américains, probablement à Leonberg,. 
Après la fin de la guerre, il s’est engagé dans de nombreuses organisations internationales. Il a par exemple accompagné la création du Comité international des maires comme la mise en place de l’Europa-Union, pour laquelle il a été actif en tant que président de districts en 1948.    
Il avait appris de la Seconde Guerre mondiale que « les deux plus grands et plus importants peuples d’Europe, les Français et les Allemands, devait enfin s’unir. » Il a d’abord organisé des cours privés de français à Ludwigsburg, ce qui lui a permis de gagner sa vie pendant un certain temps.  

### Fondation de l’institut franco-allemand

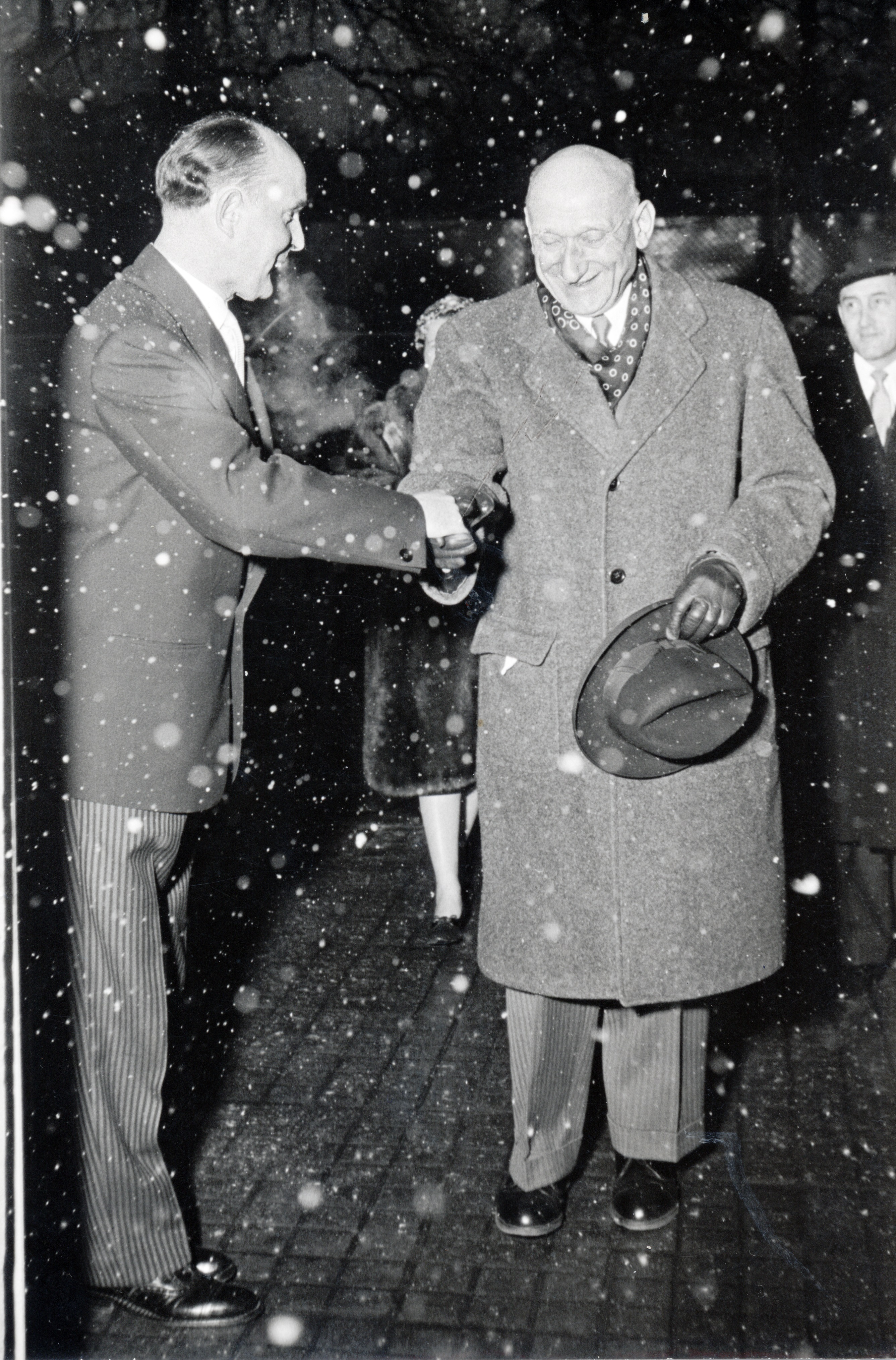
Fritz Schenk reçoit Robert Schuman à Louisbourg.

Fritz Schenk fonda l’Institut franco-allemand (Deutsch-Französische Institut ; DFI) avec des personnalités comme Theodore Heuss et Carlo Schmid en 1948 à  Louisbourg. La création d’un tel institut, qui s’engageait déjà peu de temps après la guerre pour des échanges entre la France et l’Allemagne, était révolutionnaire à l’époque. Puisque cette idée était très importante pour Schenk, il s’y engagea avec enthousiasme. Pour ce projet, il était soutenu par le futur président la République fédérale de l’Allemagne, Theodore Heuss, et par Carlo Schmid, homme politique et membre du SPD. L’objectif de l’institut était « l’accord avec la France dans tous les domaines de la vie intellectuelle et publique » (Acte de constitution de l’institut de 1948). En avril 1948, Schnek déposa un premier plan pour la création du DFI auprès de l’administration municipale de Louisbourg. Deux mois plus tard, le 2 juillet 1948, le DFI était fondé et Dr. Schenk en prenait personnellement la direction. L’institut français Comité Français d’Échanges avec l’Allemagne Nouvelle à Paris, dont le premier secrétaire était Alfred Grosser, devenait le principal partenaire du côté français jusqu’à sa dissolution en 1967. 
Au printemps 1952, Wilhelm Hausenstein, le premier ambassadeur de la jeune République fédérale à Paris, proposait à Schenk le poste d’attaché culturel. Bien que le directeur de l’institut ne gagnait pas beaucoup d’argent à l’époque et que l’avenir de l’institut n’était pas encore clair, Schenk refusait, après de longues réflexions, ce poste bien payé et sûr à Paris. Il a justifié sa décision par le fait que sa fonction de directeur du DFI lui permettrait d’avoir un impact plus important et qu’un éventuel départ à Paris signifierait la fin de l’institut.  
Bien que Schenk soit officiellement parti à la retraite en 1972, il a continué à participer aux événements et aux préparations de l’institut en tant que membre du conseil de l’administration du DFI jusqu’à sa mort. En outre, il est resté membre de l’Europa-Union. Au cours de sa vie, Schenk a reçu plusieurs distinctions honorifiques. Il a été fait Chevalier de la Légion française, officier des Palmes-Académiques, et titulaire de la Croix fédérale du mérite.